# بانوی قاتل (فیلم ۲۰۲۳)
بانوی قاتل (به انگلیسی: The Lady Killer) فیلمی هندی محصول سال ۲۰۲۳ و به کارگردانی اجی باهل است. در این فیلم بازیگرانی همچون آرجون کاپور، بومی پدنکار و پریانکا بوس ایفای نقش کرده‌اند.